# 평직

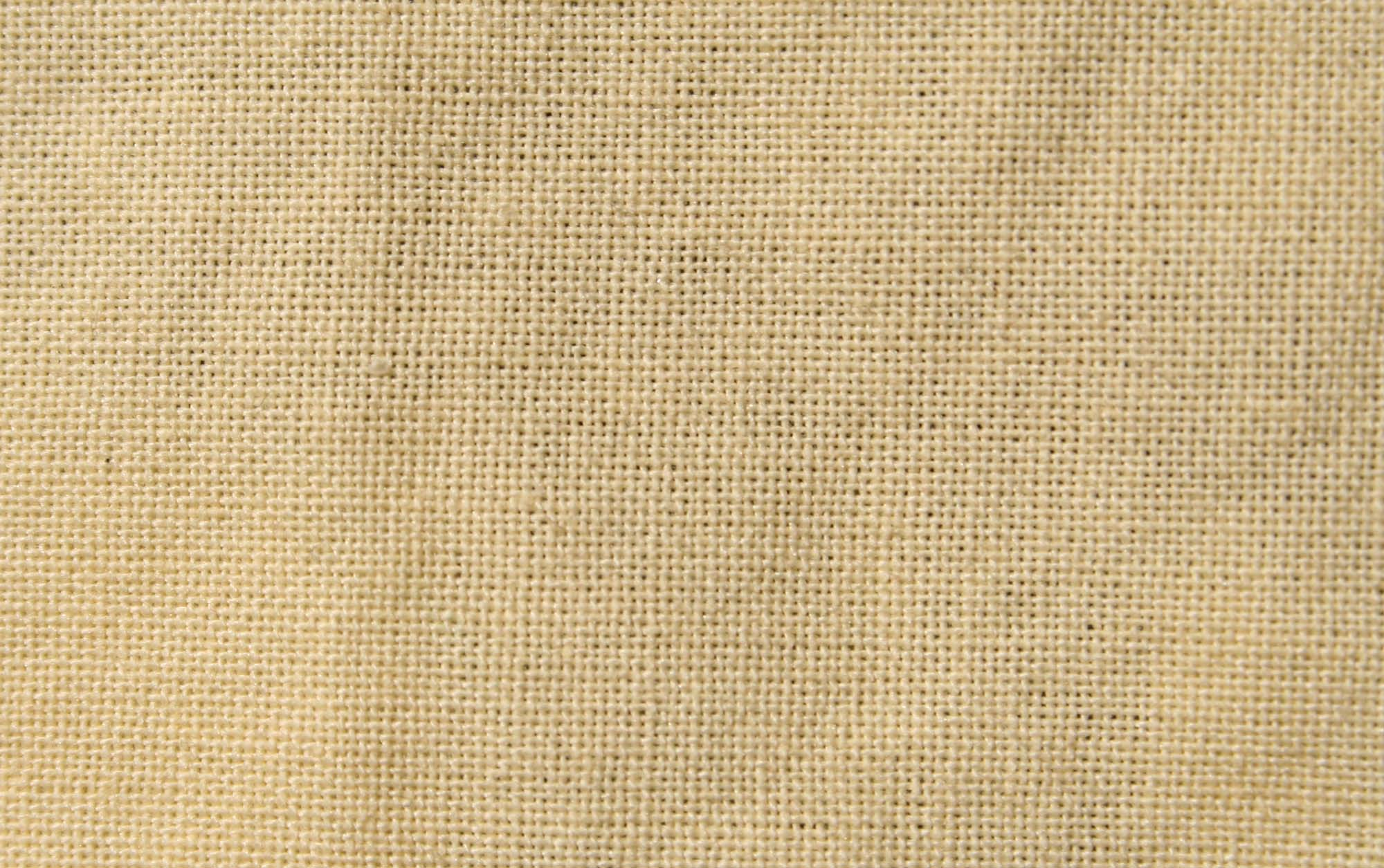
평직

평직(平織)은 직물 조직 중에서 가장 간단한 조직으로, 날실과 씨실이 한 올씩 상하로 번갈아 교차된 것이다. 평직으로 짠 옷감은 조직점이 많아서 얇으면서도 질기고 실용적이나 다소 거칠고 빳빳하며 구김이 잘 간다. 광목·옥양목·포플린·모시·베·명주·모슬린 등이 대표적인 평직물이다.

## 참고 자료
- 이 문서에는 다음커뮤니케이션(현 카카오)에서 GFDL 또는 CC-SA 라이선스로 배포한 글로벌 세계대백과사전의 내용을 기초로 작성된 글이 포함되어 있습니다.